# TiMER
TiMER es una película de 2009 de ciencia ficción y comedia romántica dirigida por Jac Schaeffer.

## Sinopsis
Trata sobre un dispositivo que cuenta hasta el momento en que conoces a tu alma gemela.

## Elenco
- Emma Caulfield como Oona O'Leary.
- Michelle Borth como Steph DePaul.
- John Patrick Amedori como Mikey Evers.
- Desmond Harrington como Dan the Man.
- JoBeth Williams como Marion DePaul.
- Kali Rocha como Matchmaker Patty.

## Recepción
La película recibió un 58% en Rotten Tomatoes, basado en 12 comentarios.